# Alice Poirier
Pour les articles homonymes, voir Poirier (homonymie).
Alice Poirier, née le 9 mai 1900 à Colombes et morte le 16 janvier 1995 à Montmorency,, est une femme de lettres, essayiste et philosophe française.

## Biographie
Sa mère est allemande, son père est français et combat sur le front  de la Première Guerre mondiale. Sa mère pleure à chaque revers des Allemands. Alice nourrit un sentiment de culpabilité d’avoir une mère allemande, ce qui accentue sa tendance au repli sur soi. Alice est une jeune fille sage menant de brillantes études, méprisant la coquetterie.
Ayant soutenu une thèse intitulée Les Idées artistiques de Chateaubriand. Elle est docteur en philosophie, ce qui est rare pour une femme à cette époque,,,,.
Grande lectrice, elle devient compulsivement admiratrice et amoureuse de Henry de Montherlant qu'elle n'hésitait pas à nommer son « Rilet chéri ». Elle échange avec lui une très volumineuse correspondance de 1927 à 1950 à laquelle l'écrivain ne répond pas systématiquement, mais qu'il garde et commente pour nourrir son œuvre. Elle en tirera en 1955 un roman largement autobiographique intitulé Récit de Grete  où Montherlant apparaîtra sous le personnage transparent de Michel Cabrol,,,.
En 1947, elle entretient également une correspondance avec Karl Epting, alors emprisonné, qu'elle a connu en 1943. Enfin, elle est proche de Drieu la Rochelle et Jean Paulhan,.
Elle contribue également à différentes revues, telles Arts, La Revue hebdomadaire, Carrefour hebdomadaire, etc.

### Postérité
Alice Poirier passe – elle le revendiquait même – pour être une des principales jeunes femmes admiratrices et correspondantes de Henry de Montherlant qui ont servi de modèles lorsqu’il créa les deux héroïnes principales, Andrée Hacquebaut et Solange Dandillot, de son vaste et célèbre roman cyclique, en partie épistolaire : Les Jeunes Filles (quatre tomes : I Les Jeunes filles, II Pitié pour les femmes, III Le Démon du bien, IV Les Lépreuses) paru de 1936 à 1939.

## Œuvres
- Les Notes critiques d'Avramiotti sur le voyage en Grèce de Chateaubriand, Presses universitaires de France, 1929
- Les Idées artistiques de Chateaubriand (thèse de doctorat en lettres remaniée), Presses universitaires de France, 1930.
- Aux sources du moi inconnu, Le Sagittaire, 1940 (réimp. 1943)
- Pour revaloriser Dieu, collection Comprendre le siècle, Balzac, 1943
- Récit de Grete, avec une introduction de l'éditeur dans laquelle Montherlant est cité, Bernard Grasset, 1955
- Une morale, une religion en contestation, collection Idées présentes, Grassin, 1973

### Correspondance
- Correspondance complète d’Alice Poirier avec Henry de Montherlant, de 1927 à 1961, publiée sur le site consacré à la vie et à l'œuvre de Montherlant
- Lettres à une jeune fille, préface de Pierre Sipriot, L'Inédit, 1985